# Біг-Фоллс (округ Вопака, Вісконсин)
Біг-Фоллс (англ. Big Falls) — селище (англ. village) в США, в окрузі Вопака штату Вісконсин. Населення — 60 осіб (2020).

## Географія
Біг-Фоллс розташований за координатами 44°36′56″ пн. ш. 89°1′13″ зх. д. / 44.61556° пн. ш. 89.02028° зх. д. (44.615596, -89.020238).  За даними Бюро перепису населення США в 2010 році селище мало площу 1,31 км², з яких 1,24 км² — суходіл та 0,07 км² — водойми.

## Демографія
Згідно з переписом 2010 року, у селищі мешкала 61 особа в 35 домогосподарствах у складі 16 родин. Густота населення становила 47 осіб/км².  Було 54 помешкання (41/км²).
Расовий склад населення:
| - 100,0 % — білих |

До двох чи більше рас належало 0,0 %. Частка іспаномовних становила 1,6 % від усіх жителів.
За віковим діапазоном населення розподілялося таким чином: 6,6 % — особи молодші 18 років, 59,0 % — особи у віці 18—64 років, 34,4 % — особи у віці 65 років та старші. Медіана віку мешканця становила 57,1 року. На 100 осіб жіночої статі у селищі припадало 165,2 чоловіків;  на 100 жінок у віці від 18 років та старших — 159,1 чоловіків також старших 18 років.
Середній дохід на одне домашнє господарство  становив 37 662 долари США (медіана — 38 125), а середній дохід на одну сім'ю — 54 738 доларів (медіана — 46 406). 
Цивільне працевлаштоване населення становило 21 особа. Основні галузі зайнятості: виробництво — 61,9 %, освіта, охорона здоров'я та соціальна допомога — 23,8 %, науковці, спеціалісти, менеджери — 9,5 %.